# Neunkirchen Nightmares
Die Neunkirchen Nightmares sind ein 1991 gegründeter Baseball- und Softball-Verein aus Neunkirchen-Seelscheid, der als Abteilung des Turnverein 1908 Neunkirchen besteht. Der Name leitet sich von der Spielfilm-Reihe Nightmare on Elm Street ab.

## Geschichte

### Gründung des Vereins
Der Baseball- und Softball-Verein Neunkirchen Nightmares wurde 1991 von einigen Baseball-begeisterten Jugendlichen gegründet, die 1992 erstmals als Juniorenmannschaft am Spielbetrieb des BSVNRW teilnahmen.
Im Jahr 1994 wurde erstmals ein Team im Herrenbereich sowie im Jugendbereich gemeldet. Nach einer erfolgreichen Saison 1994, war die Saison 1995 für den Herrenbereich von Krisen heimgesucht, im Nachwuchsbereich wurden hingegen Erfolge erzielt. Im Folgejahr kamen nun erstmals eine T-Ball Mannschaft sowie eine Softballmannschaft zur Nightmares-Familie hinzu, auch im Jugend und Juniorenbereich ging es weiterhin bergauf.
Das Jahr 1999 war für sowohl die Damen und die Herrenmannschaft ein erfolgreiches Jahr, sodass beide Mannschaften den Aufstieg in die Verbandsliga schafften. Nachdem 1997 zwei Spielerinnen in die Softball Juniorinnen Nationalmannschaft berufen wurden, wurden 1999 sogar drei Spielerinnen in den Kader geholt.
Nachdem man im Vorjahr den Aufstieg in die Verbandsliga geschafft hatte, stieg die Herrenmannschaft in den folgenden zwei Jahren zuerst in die Regionalliga auf und schließlich 2001 in die 2. Bundesliga.

### Aufstieg in die 1. Bundesliga
Die wohl ereignisreichsten Jahre der Vereinsgeschichte waren die Jahre 2004 und 2005. Nicht nur der Aufstieg der Herren und Damenmannschaften in die 1. Baseball- bzw. die Softball-Bundesliga waren 2004 möglich, sondern auch der Bau eines eigenen Baseball- und Softball Platzes war in diesem Jahr möglich.
Im Jahr 2008 stiegen zwar die Herren aus der 1. Bundesliga ab, im Softball-Bereich ließen sich jedoch mit der Deutschen Meisterschaft der Juniorinnen und der erstmaligen Vize-Meisterschaft der Damen, die im Folgejahr wiederholt werden konnte, große Erfolge verzeichnen.

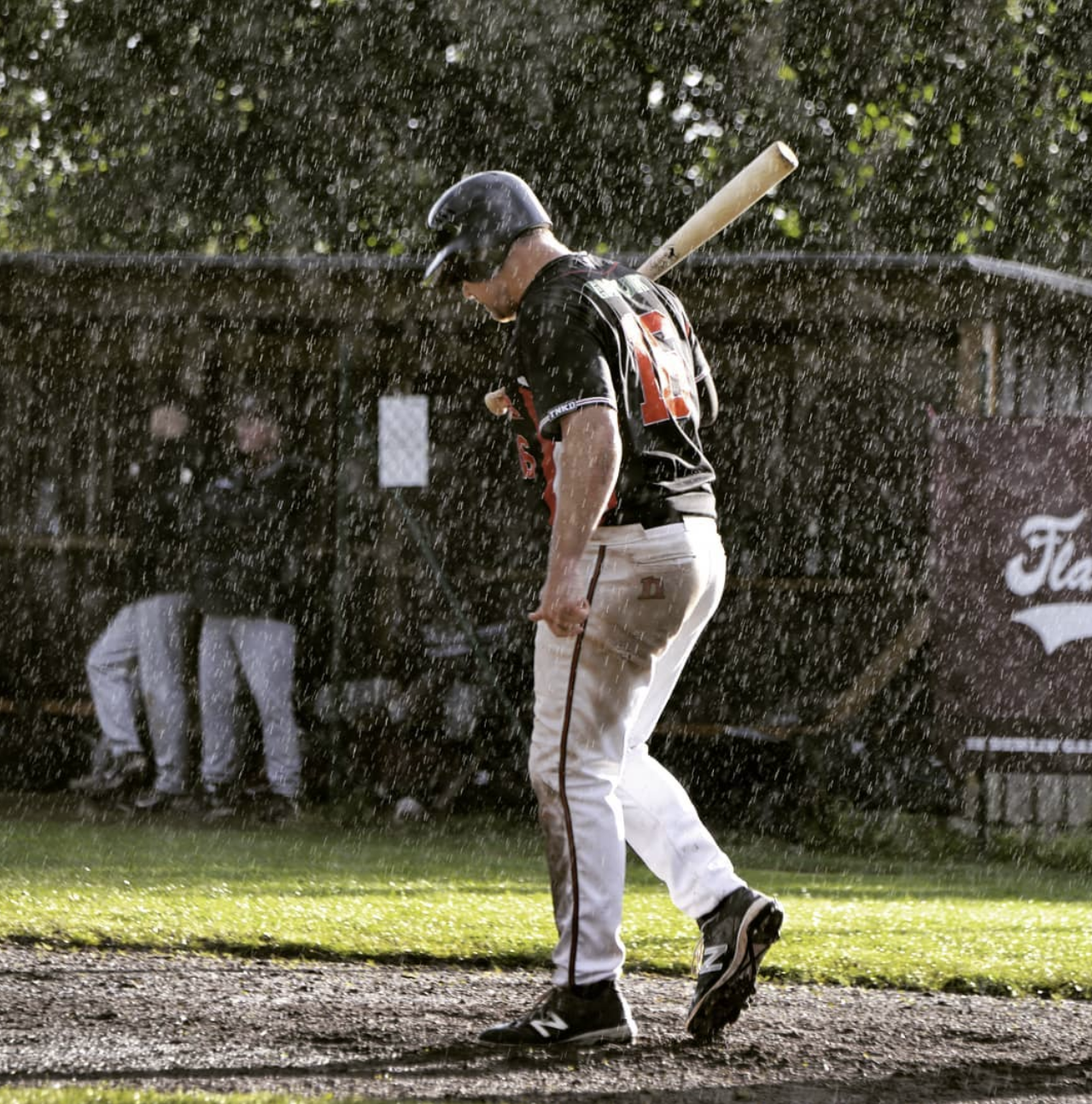
Playoffs 2. Bundesliga 2017

### Entwicklungen seit 2010
Im Damenbereich ging es in den 2010er Jahren auf Hochtouren weiter, so konnte in den folgenden Jahren die Vizemeisterschaft weitere fünf Male wiederholt werden, weshalb die Nightmares anfingen sich selbst "Vizekirchen" zu nennen. Auch wenn es nicht zu einer Deutschen Meisterschaft reichte, konnten die Damen hingegen den Deutschlandpokal bereits fünf Mal für sich entscheiden. Auch auf internationalen Turnieren konnte die Damenmannschaft bereits große Erfolge einfahren, wie beispielsweise den 2. Platz beim Europacup in Italien.
Die Herren hingegen erholten sich in den folgenden Jahren zunächst nicht vom Abstieg aus der 1. Bundesliga und so verblieb man von 2011 bis 2015 in der Landesliga. Ab dem Jahr 2015 ging es auch für die Herren Nachwuchs-gestärkt wieder bergauf. Der Amerikaner Jesse Lacasse, ein altbekanntes Gesicht für die Nightmares aus Bundesligazeiten, kehrte als Spielertrainer zurück und brachte neuen Wind in die Mannschaft, die den erneuten Aufstieg in die Verbandsliga und 2016 in die 2. Bundesliga schaffte. Nachdem man 2017 nur knapp den Aufstieg in die erste Baseball-Bundesliga verpasst hatte, ging es die folgenden Jahre für die Herren aufgrund einiger Abgänge älterer Spieler und nicht genügendem Nachwuchs wieder bergab, somit schaffte das Team den Klassenerhalt 2019 nicht. Jedoch schaffte ein sehr junges Team 2020 den Wiederaufstieg in die 2. Bundesliga und bewies 2021, dass man sich hier auch halten kann.
Der Nachwuchsbereich der Nightmares, der vor allem in den 1990ern und 2000ern erfolgreich war, fing in der zweiten Hälfte der 2010er Jahre an nachzulassen. Nicht zuletzt Pandemie-bedingt, war der Nachwuchs unterbesetzt und sportlich angeschlagen. Erst durch die erneute Meldung einer U12 Baseballmannschaft 2022 zeigt der Trend wieder nach oben für die Zukunft des Baseballs- und Softballsports in Neunkirchen.

## Mannschaften 2022
2022 spielen die Neunkirchen Nightmares Teams in folgenden Ligen:
Softball
- Softball-Bundesliga

Baseball
- 2. Baseball-Bundesliga
- BSVNRW Bezirksliga
- U12 Landesliga

## Die Baseballanlage
Die Baseballanlage der Nightmares gilt als eine der besten in NRW. Erbaut wurde die Anlage im Jahr 2004/2005 und im Laufe der Jahre mit viel Eigenleistung gepflegt und ausgebaut. Auf der Anlage werden neben den Spielen in den Bundesligen vereinseigene Events (Sommercamps, Funturnier „Unser Dorf spielt Baseball“), sowie nationale Wettkämpfe (Länderpokale, deutsche Meisterschaften Softball) ausgetragen. Im Rahmen des Projekts „Moderne Sportstätte 2022“ wurde die Anlage in den Jahren 2022 bis 2024 weiter ausgebaut, neben der Erstellung neuer Bullpens wurde eine Trainingshalle für Schlagtraining errichtet, sowie eine Erweiterung des Clubhauses durchgeführt.

## Erfolge
- Vize-Europapokalsieger Softball 2014
- Bronze beim Europapokal der Pokalsieger Softball 2015
- Deutscher Vize-Meister Softball 2008, 2009, 2011, 2012, 2013, 2015, 2016
- Sieger Deutschlandpokal Softball 2012, 2013, 2014, 2018, 2020
- Deutscher Meister Softball Juniorinnen 2008
- Deutscher Vizemeister Softball Juniorinnen 2022